# Mankhar
Mankhar est un village du Yémen dans le gouvernorat de l'Hadramaout.

## Histoire
Albert Deflers visite la localité en mai 1887. 